# Colditz Cock
Colditz Cock foi um planador construído clandestinamente por prisioneiros de guerra britânicos durante a Segunda Guerra Mundial, como meio de fuga da prisão de Oflag IV-C cuja sede era no Castelo de Colditz, na Alemanha.

## Precedentes
Após a execução pelos alemães de 50 prisioneiros de guerra que tomaram parte do plano de fuga da Stalag Luft III, história retratada no filme The Great Escape (1963), o alto comando aliado passou a desencorajar novas tentativas de fugas, embora o plano de construção de um planador fosse encorajado para preservar a moral e motivação dos prisioneiros. A ideia inicial de construir um planador como meio de fuga foi do tenente Tony Rolt. Rolt, prisioneiro naquele local e que sequer era um aviador, notou que o topo do telhado de uma parte do castelo era completamente fora do campo de visão das guarnições alemãs. Ele percebeu também que o telhado seria o ponto de lançamento perfeito para um planador, o qual teria altura suficiente para voar e atravessar o Rio Mulde, que se situa a 60 metros daquele local e a partir dali evacuar em segurança.

## Construção
A equipe foi liderada por Bill Goldfinc e John William Best ('Jack Best'). Goldfinch e Best tiveram como auxílio a descoberta na biblioteca da prisão de um livro cujo título é "Aircraft Design", um trabalho de dois volumes publicado por C.H. Latimer-Needham, o qual detalha a engenharia, a aerodinâmica e os processos físicos envolvidos em uma aeronave, incluindo um diagrama detalhado das asas e elementos para a sustentação de voo. O planador foi montado por Goldfinch e Best no sótam inferior acima da capela respectiva ao topo do castelo, juntamente com os seus 12 assistentes que eram cunhados por "apostles" (apóstolos). O futuro Air commodore da RAF, Geoffrey D. Stephenson, foi um dos assistentes do projeto clandestino. Uma pisa de lançamento de 60 pés (18 metros) foi construída a partir de tábuas de maneira e era previsto lançar o planador por meio de um sistema de impulso pendular, baseado no peso de uma banheira de concreto. Assim, por meio de cordas, o peso da banheira era convertido em impulso suficiente para o lançamento da aeronave que, segundo os cálculos dos projetistas, poderia atingir uma aceleração de 30mph/h (ou 50km/h) o suficiente para alcançar voo.
Os oficiais engajados no projeto tiveram que construir uma parede falsa naquele sótão, de modo a esconder o espaço secreto em que construíam a aeronave. Naquele local, eles lentamente montaram parte a parte o planador a partir de múltiplos pedaços de madeira roubados da prisão, além de outros componentes utilizados. Uma vez que a atenção dos guardas alemães estava focada apenas em procurar possíveis túneis feito pelos prisioneiros, ou qualquer plano de fuga por terra, os projetistas do planador sentiram-se relativamente seguros para manter o andamento das atividades em sua oficina. Não obstante, eles tomaram a devida precaução em posicionar outros colegas como vigias regulares para observar a movimentação dos guardas, além de criar seu próprio meio de alerta contra uma possível chegada dos alemães próximo a oficina secreta.
Mais de trinta ribs (elementos estruturais internos às asas) tiveram que ser construídos, sendo cerca de um terço deles para compressão estrutural, em que na maioria consistiam de peças de maneira retirada das camas dos prisioneiros, mas também de outras variadas origens que puderam obter sem chamar a atenção dos guardas. A asa principal foi construída a partir de placas de maneira do assoalho. Os cabos de controle do planador foram obtidos a partir da fiação elétrica ociosa e disponível em alguns locais do castelo.
Décadas mais tarde, o especialista em planadores, Lorne Welch, foi solicitado para a avaliar a precisão dos diagramas e cálculos feitos por Goldfinch e seus auxiliares em 1945.
O planador construído resultou em um design monoplano, leve, de dois assentos e com asa superior. Tinha um estabilizador vertical (leme) estilo “Mooney” e um estabilizador horizontal quadrado. A envergadura da asa era de 32 pés (9,75 metros), e a do nariz a cauda possuía 19 pés (6 metros). Os lençóis de cama dos prisioneiros, que eram em algodão nas cores azul e branco, foram utilizados para revestir a estrutura do planador, além disso a ração servida na prisão, feita a base de milho cozido, foi utilizada como grude para selar toda a porosidade no revestimento de tecido e otimizar a aerodinâmica da estrutura. O planador finalizado pesava cerca de 240lb (ou 109kg).
| Lista de ferramentas e materiais utilizados na construção do planador | |
| Serra em armação - placa de maneira de borda de cama - armação de ferro de barras de janela - lâmina de mola de gramofone com 8 dentes (3 mm por dente) Serra em armação compacta - lâmina de mola de gramofone, 25 dentes (1 mm por dente) 5/8 (16 mm) de broca de metal obtida mediante suborno dos guardas - brocas para realizar furos e inserir os cravos de madeira Medidor de espessura e diâmetro - feito de faia, com agulha de parafuso e agulha de gramofone | Plaina manual de 14½ polegadas (368 mm) - lâmina de 2 polegadas obtida subornando um guarda alemão - caixa de madeira (quatro peças de faia parafusadas em conjunto) Plaina manual compacta de 8½ polegadas (216 mm) - lâmina feita a partir de uma faca de mesa Plaina manual compacta de 5 polegadas (127 mm) Esquadro - feito de faia com lâmina de mola de gramofone Conjunto de ferramentas incluído: - puxador de porta forjado a partir de uma alça de balde |

O lançamento do planador, consequentemente a consumação do plano de fuga, estava agendado para a primavera de 1945, mas já naquela ocasião era possível ouvir daquela prisão o som dos combates entre os aliados e os alemães, em que deduziram que o fim da guerra e a libertação dos prisioneiros estavam bem próximos. Então, o oficial britânico e líder do plano de fuga decidiu que o planador deveria estar disponível para uso, no caso de suspeitarem que os oficiais alemães da SS pudessem ordenar o massacre dos prisioneiros, assim, os fugitivos teriam tempo para avisar as tropas americanas. Contudo, quando o planador estava concluído, o exército americano já tinha libertado os prisioneiros daquele castelo, em 16 de abril de 1945.
Embora o Colditz Cock jamais tenha alcançado voo de fato, a história real desse projeto e o respectivo plano de fuga inspirou um filme, o “The Birdmen” (título no Brasil: “A fuga dos homens pássaros”), lançado em 1971 pela ABC para televisão. O longa é parcialmente baseado na história real e é estrelado por Doug McClure, Chuck Connors, Rene Auberjonois e Richard Basehart. Um episódio da série de TV da BBC, Colditz, descreveu o plano de construir o planador como meio de fuga daquela prisão. A história da fuga do Castelo de Colditz, também é retratada no jogo Prisoner of War, lançado em 2002.
O destino do planador original é desconhecido, dado que o castelo ao fim da guerra tornou-se zona controlada pelos soviéticos, os quais não cooperaram nas tentativas de recuperar a aeronave. A única evidência que restou foi uma fotografia retirada por um soldado americano no momento em que tropas aliadas tomaram o castelo. Porém, Goldfinch preservou os seus desenhos do projeto, o que permitiu que fosse construída uma réplica na dimensão de um terço do modelo original. A réplica foi lançada do telhado do Castelo de Colditz em 1993, o que finalmente possibilitou comprovar a eficácia do projeto.

## Réplicas

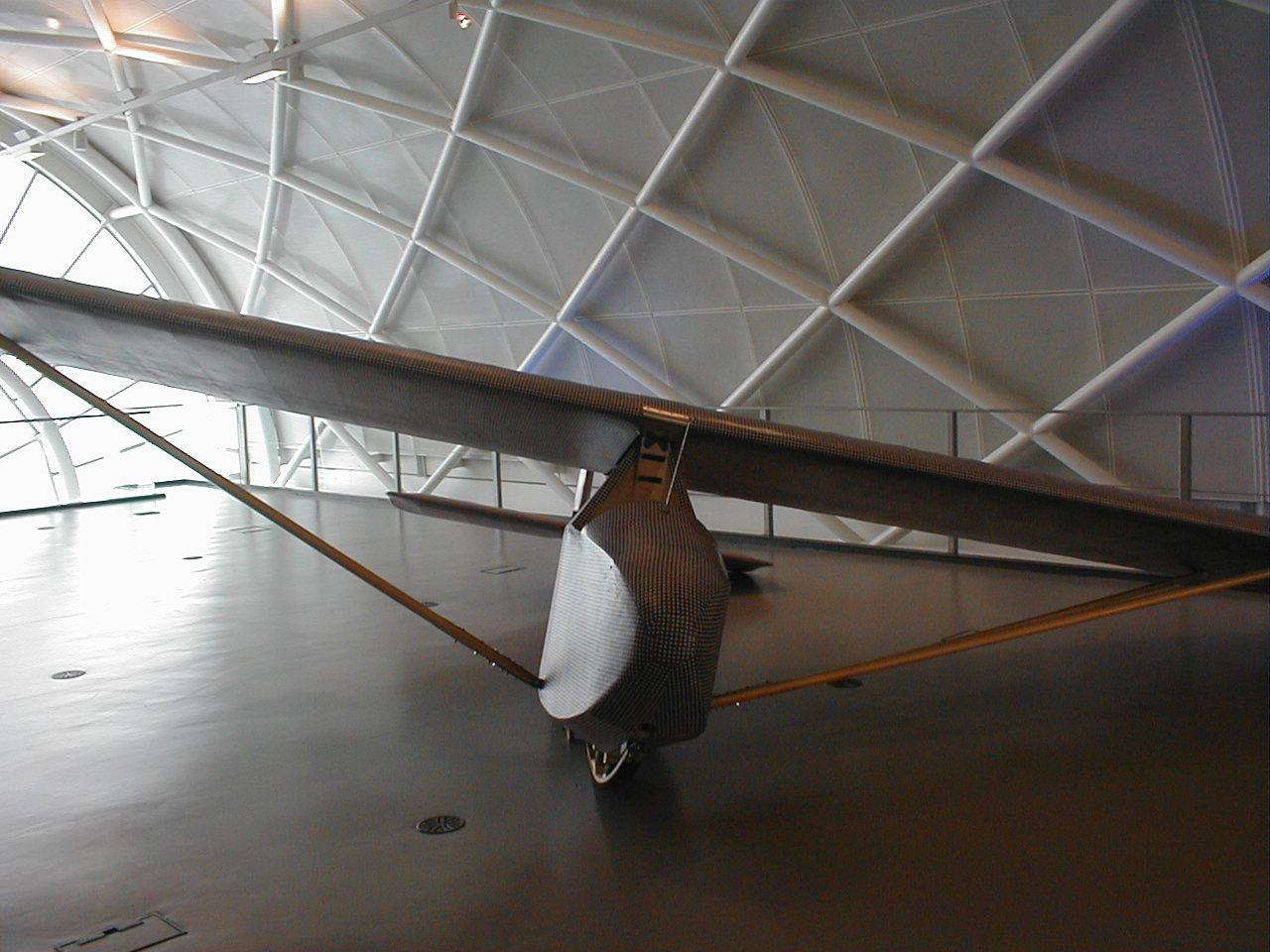
Réplica do Colditz Cock em exposição no Imperial War Museum em Londres.

Uma réplica em tamanho original do histórico planador foi encomendada pelo canal britânico de TV Channel 4 e foi construída pela Southdown Aviation Ltd em Lasham Airfield. O planador alcançou voo de forma bem sucedida por John Lee logo em sua primeira tentativa na RAF Odiham e a experiência contou com a presença ilustre de Best, Goldfinch e cerca de 12 dos veteranos que trabalharam no projeto original há mais de 55 anos daquela data, os quais orgulhosamente observaram o bem-sucedido teste. Jack Best veio a falecer pouco depois daquela data e a replica agora está em exposição no Museu de Aviação de Norfolk e Suffolk em Flixton, Suffolk.
O programa do Channel 4 foi apresentado em 2000 no Reino Unido, como parte de uma série de três documentários denominados "Escape from Colditz". O material do Channel 4 foi editado para 60 minutos e foi apresentado nos EUA no ano seguinte sob o título "Nazi Prison Escape" na série para TV do canal NOVA.
Em março de 2012, uma réplica do tamanho original e controlada remotamente a rádio foi construída pela empresa britânica de planadores, Tony Hoskins. A réplica foi lançada de forma bem-sucedida a partir do topo da capela do Castelo de Colditz, assim como era previsto pelos prisioneiros em seu plano de fuga, e a experiência foi registrada pelo Canal Britânico Channel 4 para o seu documentário. O documentário foi lançado nos EUA sob o título "Escape from Nazi Alcatraz" em 14 de maio de 2014. O planador construído para este documentário de 2012 agora faz parte de uma nova exposição no museu existente no Atelier da Capela do Castelo de Colditz, que foi aberta ao público no 70º Aniversário da Libertação de Colditz, em abril de 2015.
O livro "Flight from Colditz" de Tony Hoskins, foi publicado pela Pen & Sword no Reino Unido em abril de 2016. A obra narra a história e detalha o projeto original construído pelos prisioneiros, além disso descreve outras réplicas construídas para exposições.
Um modelo flyable de poliestireno do histórico planador foi produzido pela fabricante inglesa Airfix em Kits de montagem em sua linha Skycraft na década de 1970.

## Especificações
Características gerais
- Tripulação: 2
- Comprimento: 6,1 metros
- Envergadura: 9,75 metros
- Relação de asa: 6,4 metros
- Perfil aerodinâmico: Clark Y-H
- Peso: 108,86kg
- Peso com tripulação: 254,02kg

Performance
- Velocidade de estol: 50km/h
- Relação sustentação/arrasto: 12:1
- Carga da asa em kg/m²: 16,84

Dados a partir do livro British Gliders and Sailplanes de Norman Ellison (1971)